# Eu (plaats)
Eu is een gemeente in het Franse departement Seine-Maritime in de regio Normandië en telt 8081 inwoners (1999). De plaats maakt deel uit van het arrondissement Dieppe.
In de Gallo-Romeinse tijd was Eu al bewoond maar de plaats werd belangrijk na de stichting van een benedictijner abdij door de Normandische hertog Robert I aan het begin van de 11e eeuw. Eu was een graafschap in de middeleeuwen.
Met de bouw van het kasteel van Eu werd begonnen in de 16e eeuw onder Hendrik I van Guise. In de 17e eeuw werd het verfraaid door Anne Marie Louise van Orléans, la Grande Mademoiselle. In de 19e eeuw liet koning Lodewijk-Filips uit kasteel vergroten naar plannen van architect Pierre-Léonard Fontaine. Vervolgens werd het gerestaureerd en verder verfraaid door Eugène Viollet-le-Duc. Sinds 1973 zijn het gemeentehuis en een museum (Musée Louis-Philippe) in het kasteel gevestigd.
In februari 2009 heeft de burgemeester van de gemeente voorgesteld de plaatsnaam te wijzigen in bijvoorbeeld Eu-en-Normandie of Eu-le-Château, dit vanwege de lastige vindbaarheid van de huidige korte plaatsnaam in zoekmachines op internet. Boze tongen beweren overigens dat dit ook te maken heeft met de nogal typische wijze waarop de burgemeester van dit stadje geïntroduceerd wordt in de spreektaal, "Le maire d'Eu" wordt in het Frans uitgesproken als merde.

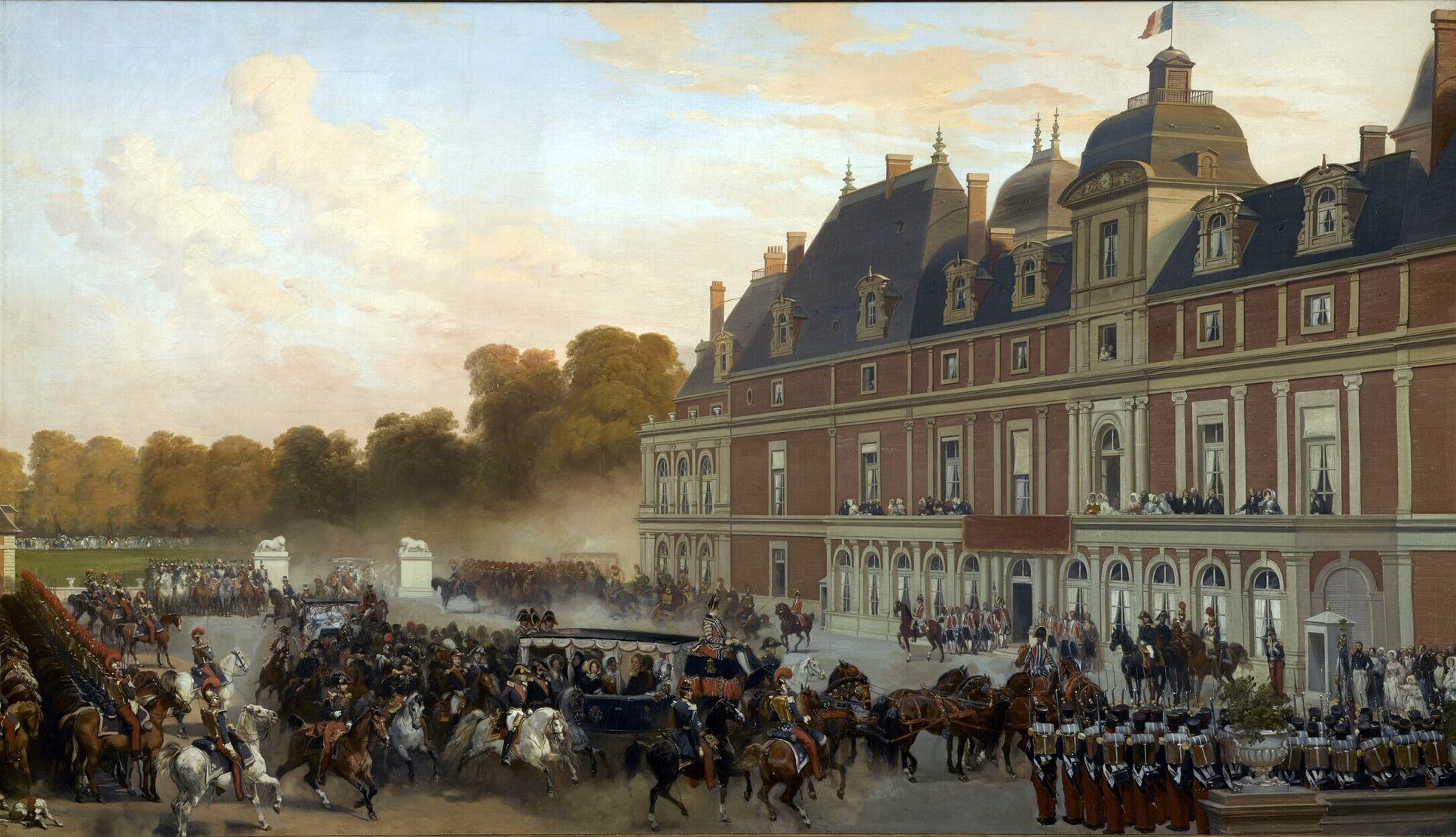
Aankomst van koningin Victoria op slot Eu, 1843

## Geografie
De oppervlakte van Eu bedraagt 17,9 km², de bevolkingsdichtheid is 451,5 inwoners per km². De plaats ligt in de vallei van de Bresle. Het Forêt d'Eu is een voormalig koninklijk domein; een bosgebied dat zich uitstrekt over 9.315 ha in Eu en naburige gemeenten.
De onderstaande kaart toont de ligging van Eu (plaats) met de belangrijkste infrastructuur en aangrenzende gemeenten.

## Transport
In de gemeente liggen de spoorwegstations Eu en Eu-la Mouillette.

## Partnersteden
- Haan (Duitsland), sinds 1967
- Zouk Mikael (Libanon), sinds 2003

## Demografie
Onderstaande figuur toont het verloop van het inwonertal (bron: INSEE-tellingen).

## Geboren in Eu
- Michel Anguier (1612-1686), beeldhouwer
- Michel Gaudry (1928), jazzmusicus

## Noot
1. ↑  Populations de référence 2022.
2. ↑  (fr) Deux villes de caractère. normandie-tourisme.fr. Gearchiveerd op 27 juni 2022. Geraadpleegd op 22 juni 2022.
3. ↑  (fr) Le château d'Eu. chateau-eu.fr. Gearchiveerd op 26 juni 2022. Geraadpleegd op 22 juni 2022.
4. ↑  Eu, the French town that wants a longer name, The Times Online, 23 februari 2009.

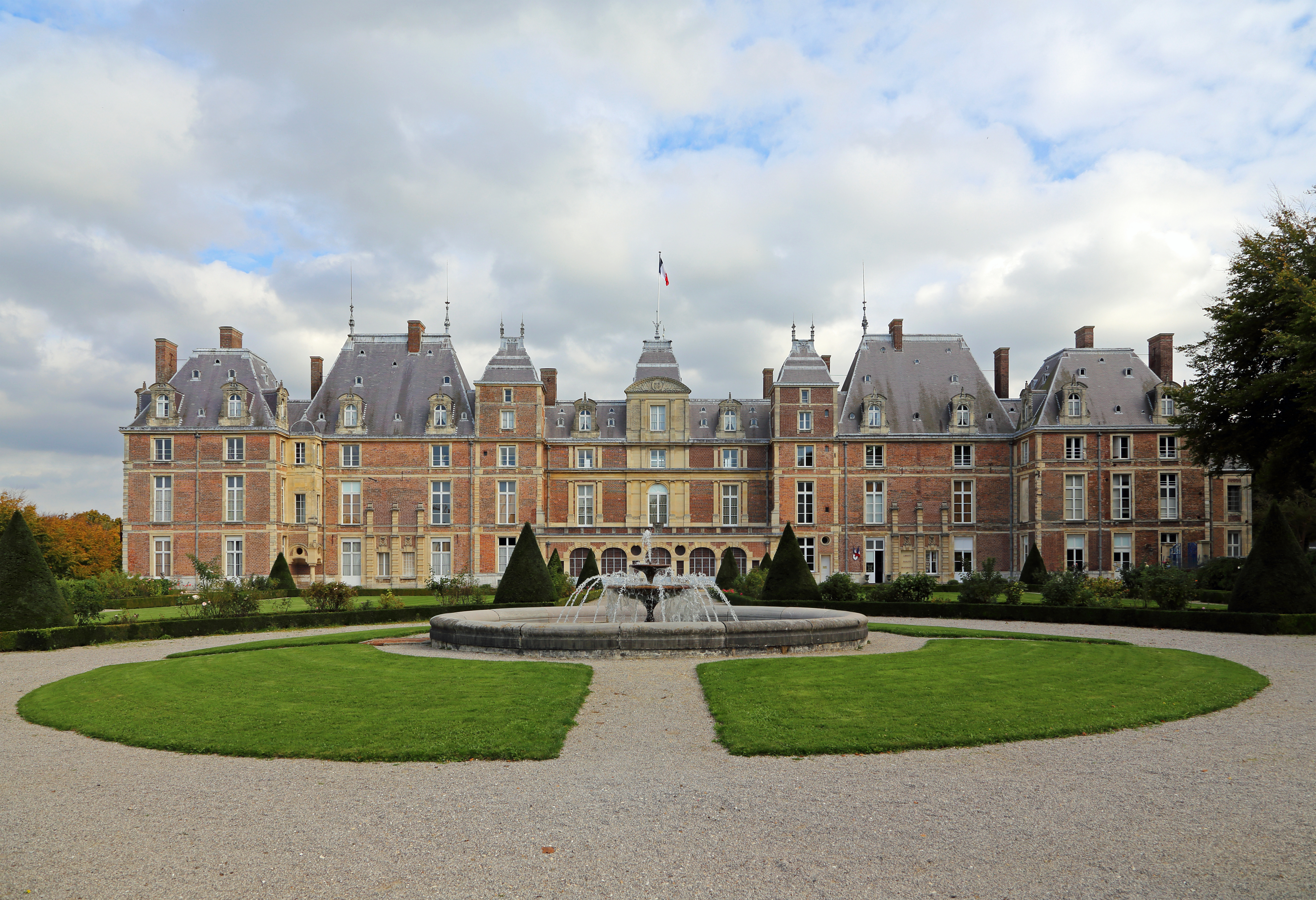
Het kasteel van Eu
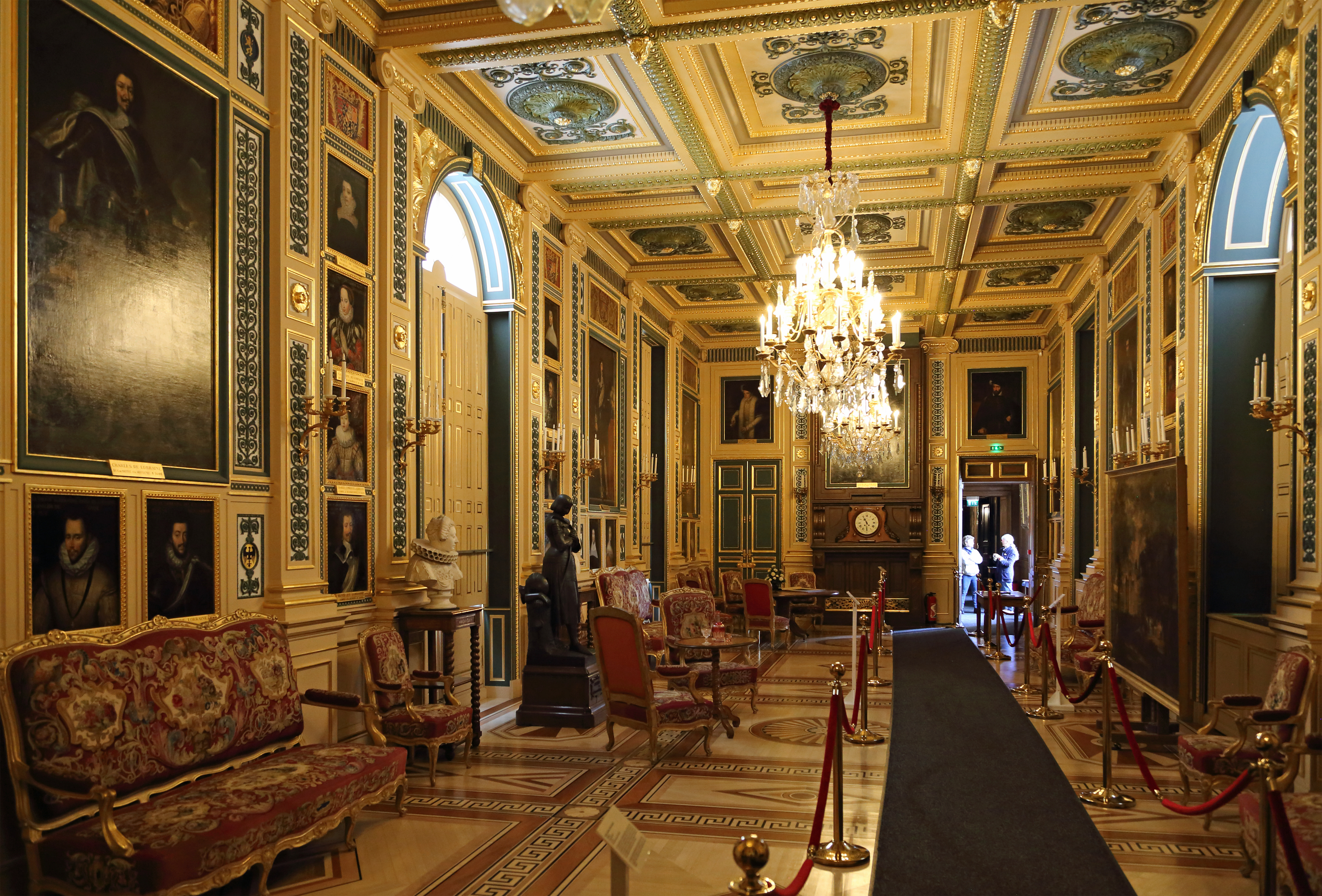
Interieur van het kasteel
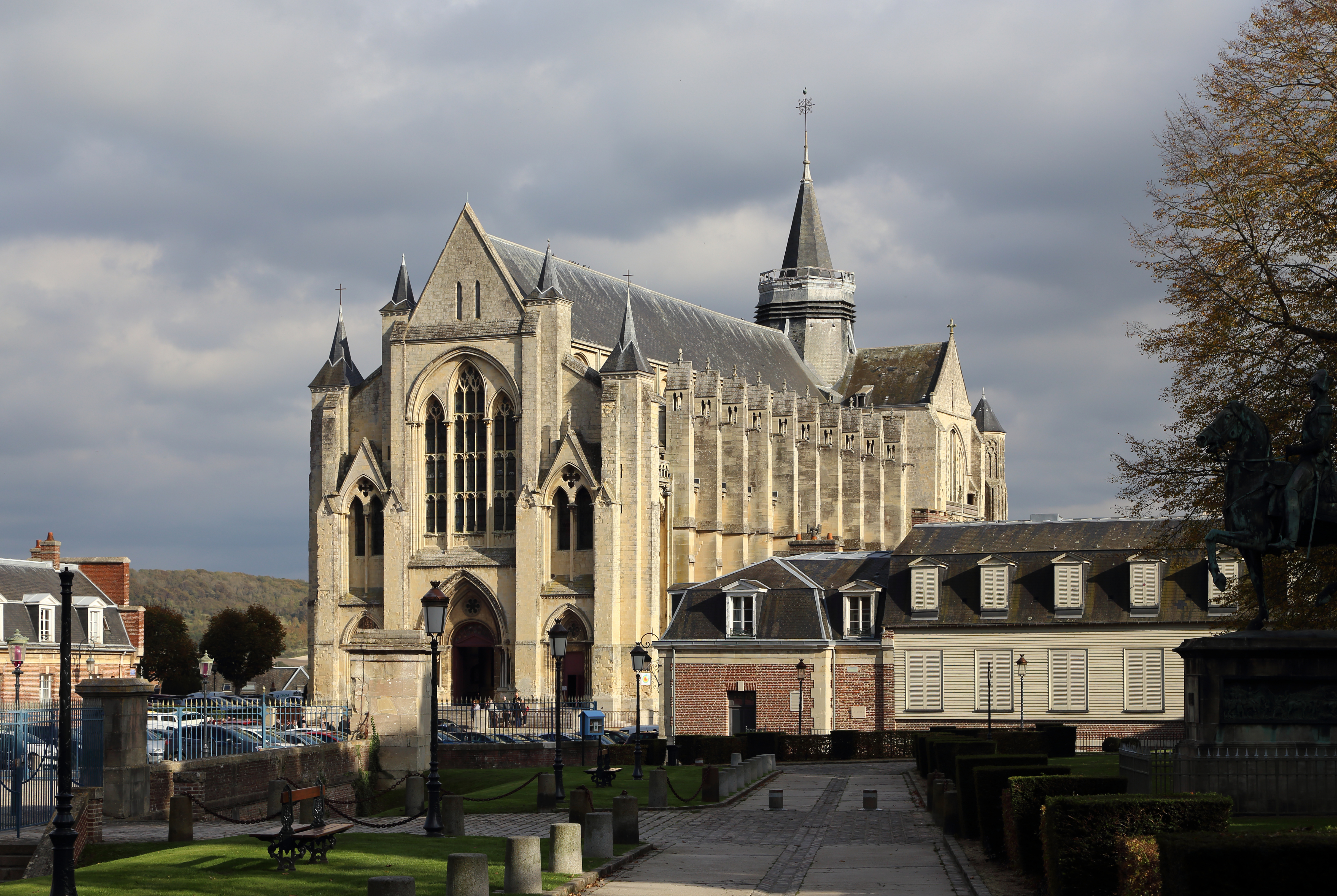
De kapittelkerk van Onze-Lieve-Vrouw en Sint-Laurentius
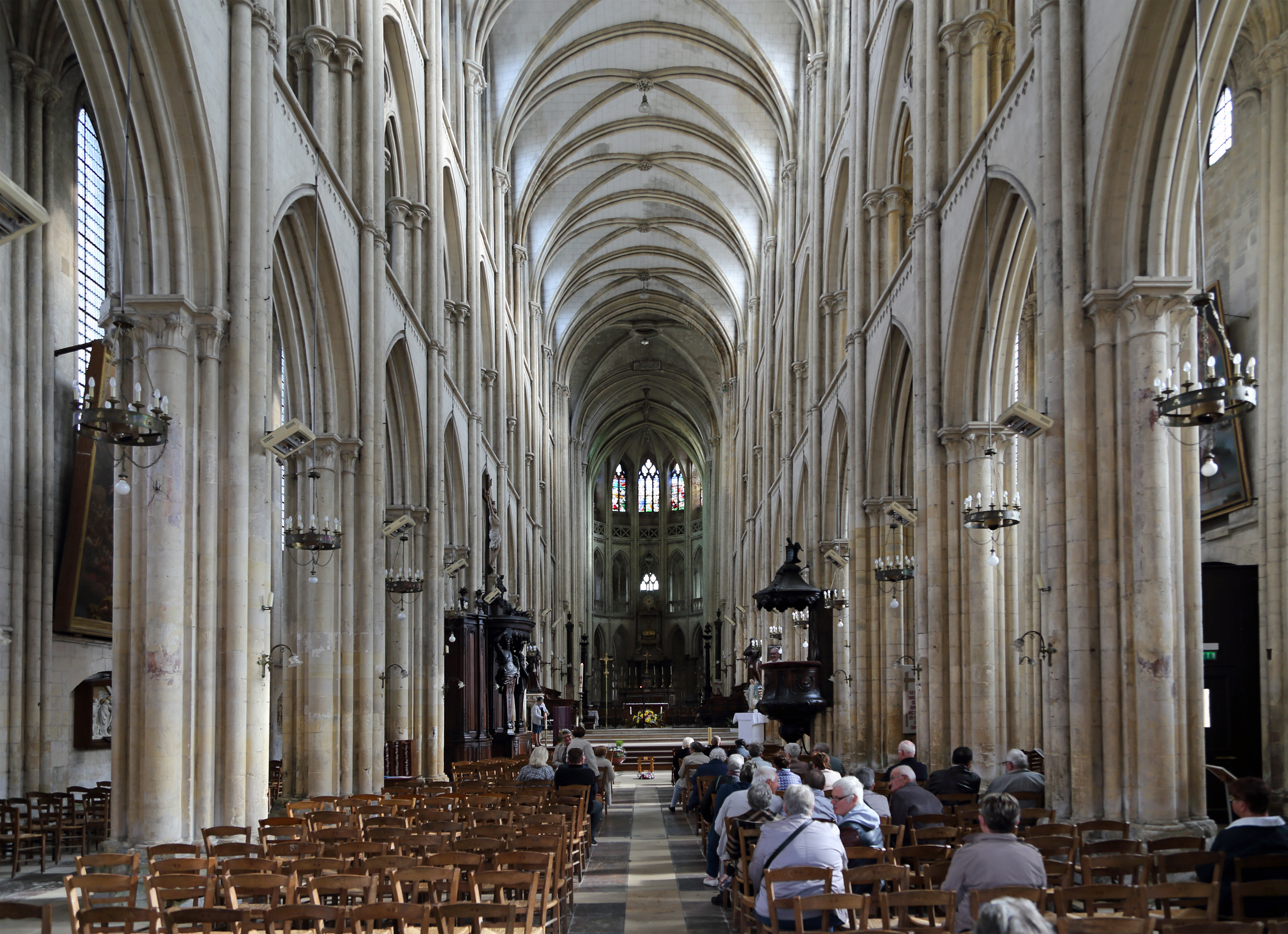
Interieur van de kerk